# Robert Littell
Robert Littell, född 8 januari 1935 i Brooklyn, New York, USA, är en amerikansk författare, bosatt i Frankrike. Hans böcker utgörs framför allt av spionromaner om CIA och Sovjetunionen.
Under kalla kriget arbetade Littell som journalist för Newsweek. Han är far till den prisbelönte författaren Jonathan Littell.

### Verk
- The Defection of A. J. Lewinter: A Novel of Duplicity (1973). Lewinter hoppar av. Rabén & Sjögren 1975.
- Sweet Reason (1974)
- The October Circle (1975)
- Mother Russia (1978)
- The Debriefing: A Novel of Deception (1979)
- The Amateur (1981)
- The Sisters: A Novel of Betrayal (1986). Systrarna Död och Natt. Legenda 1987.
- The Revolutionist (1988)
- The Once and Future Spy: A Novel of Obsession (1990)
- An Agent in Place (1991)
- The Visiting Professor: A Novel of Chaos (1994)
- Walking Back the Cat (1997)
- The Company (2002)
- Men We Became: My Friendship With John F. Kennedy, Jr. (2005)
- Legends: A Novel of Dissimulation (2005)
- Vicious Circle (2006)
- Le Fil Rouge (Franska, 2007)
- Les Enfants D'Abraham (Franska, 2009)
- The Stalin Epigram: A Novel (2010)
- Die Söhne Abrahams (Tyska, 2010)
- Mere Russie (2011)
- Young Philby (2012)
- A Nasty Piece of Work: (2014)

### Historisk fiktion
- If Israel lost the war (med Richard Z. Chesnoff och Edward Klein) (1969)

### Facklitteratur
- For the Future of Israel (med Shimon Peres) (1998)

## Filmer
- The Amateur (1981)
- The Company (miniserie i sex delar, 2007)

## Priser och utmärkelser
- The Gold Dagger 1973 för The Defection of A.J.Lewinte